# Aspelta
Merykare Aspelta là một vị vua của vương quốc Kush, cai trị trong khoảng năm 593 - 568 TCN. Ông là em ruột của vị vua tiền nhiệm Anlamani.

## Tiểu sử
Aspelta được chứng thực rõ ràng là con của vương hậu Nasalsa. Nasalsa được cho là vợ của vua Senkamanisken, vì thế Aspelta có thể là con của vị vua này, tương tự như Anlamani.
Ông đã kết hôn với Henuttakhebit (thường nhầm lẫn là Kheb), con gái của Anlamani, chủ nhân ngôi mộ Nu.28. Vua Aramatleqo và vợ ông, Amanitakaye, có thể là con của hai người. Aspelta còn nhiều người vợ khác, bao gồm Maqmalo (hay Meqemale), Asata và Artaha, lần lượt được chôn trong các ngôi mộ mang số 40, 42, 58 tại Nuri.
Aspelta được chôn cất tại ngôi mộ Nu.8.

## Trị vì
Sau khi lên làm vua, Aspelta đã dời đô về phía bắc Napata. Theo những gì ghi trên một tấm bia, một nhóm các tư tế đã bị xử tử vì chống lại nhà vua. Năm 592 TCN, vương quốc Kush bị pharaon Psamtik II của Ai Cập xâm chiếm, có lẽ vì Aspelta là một mối đe dọa đến ngai vàng của vị pharaon này. Triều đình Aspelta một lần nữa lại dời đô đến Meroe.

## Chứng thực
Aspelta được biết đến qua bức tượng lớn đã bị vỡ của ông tại Gebel Barkal. Bức tượng này sau đó được đưa về Bảo tàng Boston phục hồi và trưng bày. Nhà vua cũng được nhắc đến trên tấm bia kỷ niệm và một số vật thể từ ngôi mộ của ông. Hầu hết đều được đem về Bảo tàng Boston lưu giữ.

## Hình ảnh

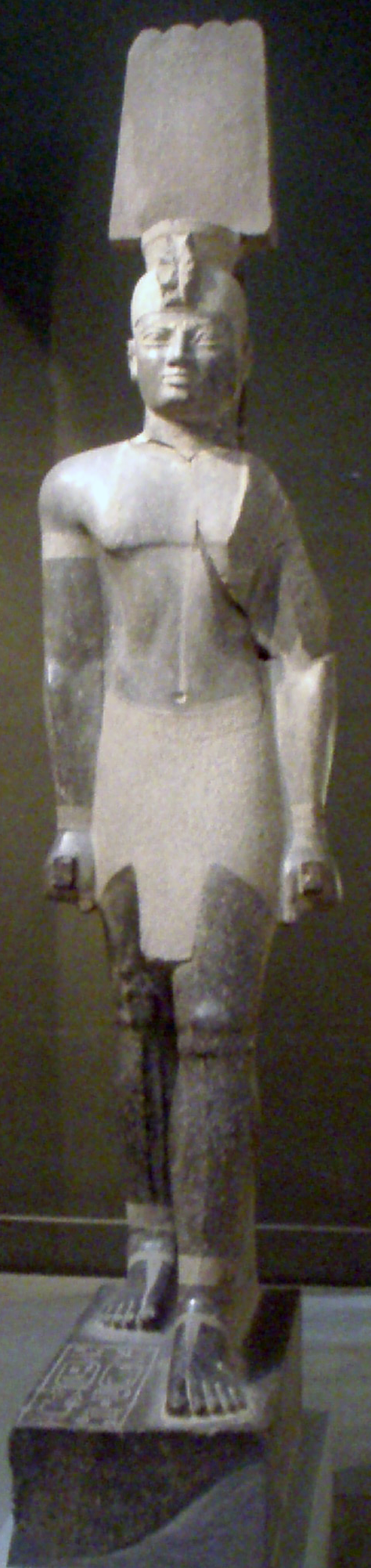
Tượng của Anlamani (Bảo tàng Boston)
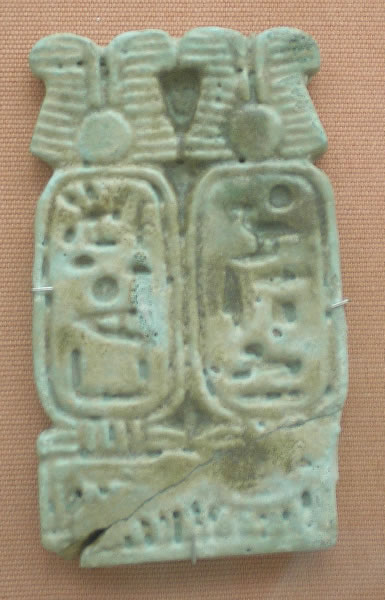
Khung tên của Aspelta (Bảo tàng Anh)